# Weyns-Ducker
Der Weyns-Ducker (Cephalophorus weynsi, früher Cephalophus weynsi) ist eine kleine, waldbewohnende Antilope, die in der Demokratischen Republik Kongo und im Süden der Zentralafrikanischen Republik vorkommt. Die Südgrenze des Verbreitungsgebietes entspricht der Südgrenze der zentralafrikanischen äquatorialen Waldzone und reicht bis zur Südgrenze der Provinzen Maniema und Kivu, möglicherweise bis ins nördliche Katanga.

## Merkmale

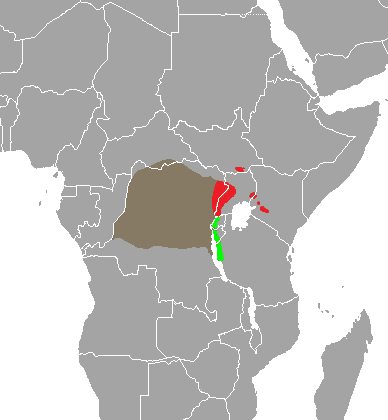
Die Verbreitungsgebiete von
Weyns-Ducker
Johnston-Ducker
Lestrade-Ducker

Der Weyns-Ducker erreicht eine Kopfrumpflänge zwischen 94 und 100 cm und ein Gewicht von 14 bis 17,5 kg. Der Schwanz misst etwa 12 bis 20 cm. Die Hörner der Männchen sind 8,7 bis 11,1 cm lang, die der Weibchen 3,3 bis 5,5 cm. Das Fell ist kurz und dicht. Es ist kastanienbraun oder verwaschen ockerfarben. Ein deutlich abgesetzter Rückenstreifen fehlt, die Rückenmitte, vor allem der Widerrist, sind aber dunkler. Die Flanken sind leicht rötlich. Die Bauchseite ist hell ockerfarben, die Leisten sind weiß. Die Beine sind dunkel graubraun, wobei diese Färbung sich oft nach oben bis zu den Schultern und den Kniegelenken erstreckt. Auf der Oberseite des Schwanzes verläuft ein schwarzer Streifen. Die Schnauze ist schokoladenbraun oder schwärzlich. Die Ohren sind kurz und abgerundet, mit weißen Rändern.
Die Zahnformel lautet: {\displaystyle {\frac {0.0.3.3}{3.1.3.3}}}

## Lebensweise
Der Weyns-Ducker kommt in geschlossenen, größeren primären und sekundären Regenwäldern vor. Galeriewälder oder ein Biotop, in dem sich Wald und Savanne mosaikartig abwechseln, vermeidet er. Im Ituri-Regenwald im nordöstlichen Kongo wurde eine Populationsdichte von 8,3 bis 15,6 Individuen auf einen km² festgestellt, wobei die Waldgebiete, in denen nicht gejagt wird, die meisten Tiere aufweisen, während in Gegenden mit einem dominierenden Bestand der Baumart Gilbertiodendron dewevrei nur wenige Tiere leben. Der Weyns-Ducker ernährt sich vor allem von Früchten, daneben von Blättern, Blüten, Pilzen und Aas. Über das Fortpflanzungsverhalten ist so gut wie nichts bekannt. Jungtiere zeigen eine deutlichere Braunfärbung als die adulten Tiere und sind gefleckt. Die Duckerart bildet gelegentlich kleinere, 3 bis 5 Exemplare umfassende Gruppen.

## Systematik

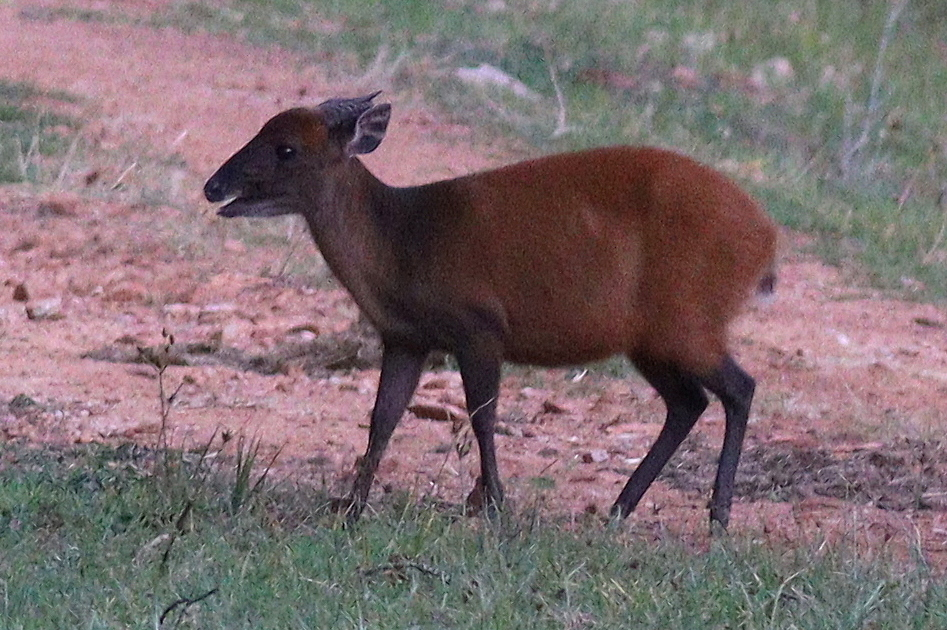
Ein Johnston-Ducker im Mount-Elgon-Nationalpark. Die Art sieht dem Weyns-Ducker sehr ähnlich, bleibt aber kleiner und hat einen deutlich kleineren Kopf.

Der Weyns-Ducker wurde 1901 durch den britischen Zoologen Oldfield Thomas erstmals wissenschaftlich beschrieben. Er führte die Erstbeschreibung anhand eines Individuums durch, das am Pool Malebo beschafft wurde. Das Gebiet gilt als Typusregion der Art. Der Weyns-Ducker wurde zeitweise als Unterart des nah verwandten Petersduckers (Cephalophorus callipygus) angesehen. Der kleinere Johnston-Ducker (Cephalophorus johnstoni), der im Westen von Uganda, am Mount Elgon sowie im Kakamega-Wald und Mau-Wald in Kenia, außerdem in den Dongotono-Bergen und im Imatong-Gebirge im südlichen Südsudan lebt, und der dunkler gefärbte Lestrade-Ducker (Cephalophorus lestradei), der in den Bergwäldern des westlichen Ruandas und Burundis sowie im Nordwesten von Tansania im Mahale-Mountains-Nationalpark und Gombe-Stream-Nationalpark vorkommt, galten dagegen früher als Unterarten des Weyns-Duckers.
Der Weyns-Ducker gehört zur Gattung Cephalophorus. Ursprünglich wurde er der Gattung Cephalophus zugesprochen, die sich als sehr artenreich erwies. Sie galt aber als nicht monophyletisch, sondern bestand aus drei Entwicklungslinien und schloss zudem die Gattung Sylvicapra mit ein. Für die rotgefärbten Ducker wurde daher bereits im Jahr 2012 die alternative Gattungsbezeichnung Cephalophorus vorgeschlagen, was zehn Jahre später Gültigkeit erlangte. Innerhalb der Gattung Cephalophorus gehört der Weyns-Ducker zur Gruppe der „westafrikanischen Rotducker“.

## Gefährdung
Die IUCN schätzt den Bestand des Weyns-Duckers als ungefährdet (least concern) ein, stellt aber fest, dass er aufgrund von Überjagung abnimmt.